# Darwinia
Darwinia – wydana na początku 2005 roku gra studia Introversion.

## Fabuła
Gracz trafia przez przypadek do pierwszego wirtualnego parku rozrywki na świecie, tytułowej Darwinii, stworzonej przez dr Sepulvedę. Kraina zamieszkana jest przez istoty żywe zwane Darwinianami. Niestety ostało się ich tylko kilkadziesiąt, ponieważ kraina została zaatakowana przez tajemniczego wirusa. Graficznie przyjmuje on różne formy – zwykle jest to czerwony, wijący się wężyk, czasem są to twory groźniejsze, np. duży wąż czy pająk. Gracz ma na celu odparcie inwazji, odtworzenie populacji Darwinian i pokierowanie ich cyfrową ewolucją.
Sama rozgrywka zbliżona jest do gier strategicznych. Wszelkich działań dokonuje się przy pomocy ulepszalnych w miarę rozwoju rozgrywki programów (nie można sterować samymi Darwinianami), które dostępne są przez gesty rysowane myszką. Liczba programów jest ograniczona dostępną pamięcią. W czasie gry korzystamy z czterech programów – jednostek:
- Squad – najważniejszy program; oddział żołnierzy wyposażonych w laser i wybraną przez nas broń dodatkową (m.in. granaty, rakiety), ulepszenia zwiększają liczbę jednostek w oddziale; sterowanie odbywa się za pomocą myszki – jej lewy przycisk to ruch, prawy to strzał z laserów, lewy podczas strzelania – broń dodatkowa.
- Engineer – służy do uruchamiania zainfekowanych budowli i zbierania dusz poległych. Dostarcza je następnie do Inkubatora, który tworzy nowych Darwinian.,
- Officer – jednostka pozwalająca wydawać rozkazy Darwinianom.
- Armour – opancerzony transporter Darwinian, który można przekształcić w ciężkie działko stacjonarne.

W grze pojawiają się nawiązania do pytań np. o sens życia. Nie są one zadane bezpośrednio, ale gra dyskretnie zmusza gracza do zastanowienia się i stara się pokazać, jacy Darwiniane są do nas podobni.
Rozgrywka polega głównie na walce przy pomocy Squadu w coraz trudniejszych warunkach.